# 光戰隊覆面人
《光戰隊覆面人》，是由日本東映製作的《超級戰隊系列》第11部特攝作品，於1987年（昭和62年）2月28日至1988年2月20日期間每週六下午6時在朝日電視台首播。

## 作品特色
- 以「氣功」為主題的戰隊。
- 首次出現五機組合體的大型機械人（Great Five）。
- 首次出現第六人戰士[註 2]。

## 故事概要
長達住在地底下已久的地底人，不滿地上人的光明與燦爛和平的生活，決定展開大規模侵略地上世界的邪惡組織地獄帝國－丘布，在其支配者齊巴的率領之下，目的是讓地上的世界變成黑暗世界。而知悉丘布的存在及其目的之光戰隊覆面人長官－姿三十郎，則於日本各地找尋了五位戰士，還因此成立了為速度與夢想而奔馳的姿賽車隊，並且在東京的一處大樓設置指揮中心，他訓練光戰隊並唯一能戰勝丘布的方法就是不斷鍛鍊他們以發揮一種潛在人體之力量－Aura Power，並藉此應付戰鬥。

## 登場角色

### 光戰隊覆面人
光戰隊覆面人，由長官姿三十郎的發掘之五人組，為了要擊敗丘布帝國而特此設立以賽車隊對外，實為讓他們組成了「光戰隊覆面人」以迎戰來自地底的敵人。
五人皆為武道高手，並會結合其各自的九字護身法之手印冥想以達致精神統一發揮Aura Power。
猛／ 紅覆面
演：海津亮介
覆面人隊長。
擁有五人中最強的Aura Power，擅長武術為空手道及劍術，而其九字護身法手印為「在」（日輪印）。
於一次協助途人時被姿長官看中其能力，而在經被試探後則被對方招攬加入光戰隊。
其夢想為成為一名賽車手，而在姿車隊亦同樣擔任之。
與美緒（伊婭露公主）曾為戀人關係，但因親睹美緒被捉回地底世界，故一遇到美緒的事便會亂了方寸，甚至成為其他隊員的絆腳石。
健太／ 黑覆面
演：草刈滉一
覆面人的副隊長。
是位心思細膩且成熟穩重的大男生，但一旦遇上心儀女性便會顯得害羞。
擅長古武道、跆拳道及功夫等之近身肉搏戰，而其手印為「陣」（內縛印）。
洸／ 藍覆面
演：廣田一成
覆面人中最年輕的一位，但尤為討厭自己被當為小孩子看待。
擅長中國武術，特別為武術刀，而其手印為「列」（智拳印）。
過去則與其母親一同在家鄉生活，並且與其保持書信聯絡。
曾於一次誤墮地底並解救地上人俘虜時被一名地底人逃亡者少年西多誤認為是傳說的地帝劍士烏拿斯，其後地底人逃亡者們便以洸的畫像唸咒語時卻意外召喚地帝獸鎧甲多古拉，而自己亦遭其鎧甲附身成為烏拿斯，但最後在武等人以冥想發揮Aura Power配合西多與莉莎的禱告下才成功擺脫其鎧甲的詛咒。
其他登場作品：《海賊戰隊豪快者》
遙／ 黃覆面
演：永田由紀
繼承了日本忍術的女忍者，而其手印為「鬪」（外獅子印）。
在少女時期則為度過嚴謹、艱險的忍術訓練，因而培養一種如同男生般的倔強與不認輸的個性，她戰鬥的挫敗就越顯得鬥志高昂。
桃子／ 粉紅覆面
演：前田賀奈子
個性甜美可愛的女生。
擅長功夫為遠自於中國的養生拳法太極拳，並藉著溫柔的步調與遵循拳法中的以柔克剛方式應付敵人，而其手印為「臨」（不動根本印）。

#### 覆面人的協力者／相關者
姿 三十郎（すがた さんじゅうろう）
演：谷隼人
覆面人指揮官，為發現人體內未知力量－Aura Power的武術大師兼科學家。
其已能夠將Aura Power運用地如火純青，甚至能以坐禪的方式達到漂浮的境界，而其手印為「前」（隱形印）。
因察覺到地底帝國丘布的存在以及預知地上的危機，便在全國召集擁有能發揮Aura Power資質的年輕人組織為「光戰隊覆面人」。
東博士
演：七田玲子
擔任光戰隊的電腦操作員兼科學家，亦為姿長官的秘書。
飛鳥 潦（あすか リョオ）／ X1 Mask
演：柴谷英樹
於第39集登場。
原為在武等人成為覆面人前被姿長官發挖的戰士，然而卻因其女友在被丘布的施襲下喪生，自責的他便失去了蹤影。
後來在覆面人被岩漿多古拉陷入苦戰時正好路過的潦則變身為X1 Mask替其解困。隨後在武單獨追蹤他時仍表明拒絕繼續與覆面人作戰，但在武不放棄地傳遞心意及開導之下，才打開心房回歸戰局。
然而最後在與岩漿多古拉的戰鬥中卻不敵其爆炸衝擊而失去變身能力，其後潦則表示往後會向小孩子教授武道。

### 地底人

#### 地底帝國 丘布
地底帝國 丘布，為統治著人類所未知的地底世界之大帝國。
地底下原本是和平的世界，然而因政變導致原本統治的地底王室沒落衰敗。隨後支配地底的地帝王齊巴則以冷血並威權的方式統治著地底王國丘布，而牠那貪得無厭的征服野心亦伸向了人類居住的地上界，遂率領著其部下及地帝獸進行侵略行動。
地帝王 齊巴
聲：加藤精三
丘布的支配者。
以恐怖及暴力的手段統治了原本和平的地底世界，而野心沒有極限的牠亦打算為了侵略地上世界並發動總攻擊。
平常總是帶著僅露出雙眼的黑色面罩。
其真面目則為三百年前大鬧地底世界的地帝獸－利撒爾多古拉的遺孤，而當時被認為已經死亡的利撒爾多古拉，憑藉最後一口氣誕生了孩子。而吃掉母親的肉體以及強大怨念及憎恨的齊巴亦因而獲得強大的力量，其後在長大後則以「齊巴」之假名開始一步步地侵略地底世界，並且成功暗殺「伊可姆家族」之祖先後便以「地底之王」君臨地底世界。
最後則透過將地帝城送到地上界引爆以散播暗黑粒子，然而在暗黑粒子被伊可姆姊妹淨化後便以地帝獸型態與覆面人決戰，並且透過吸收Jet Cannon之能量巨大化，然而結果還是被Galaxy Robo消滅。
地帝王子 伊可姆
演：淺見美那
丘布的前線指揮官。
為過往統治地底世界的地底皇族－伊可姆家族之繼承者，在王室沒落後則與齊巴以復興伊可姆家族為交換條件而跟隨之。
對於妹妹伊婭露愛上地上人一事相當困擾，也因此仇視並希望能與武決勝負。
使用武器為一把可釋放火球的指揮棒以及其雙手腕上可釋放光束的龍；而後期在釋放其家族的守護神－伊可姆龍後，其實力亦因而大增。
實為女生，但從小則被當作男孩子培育長大，甚至連伊婭露也不知道，而後來意外被揭露自己為女生的身份後，武則對其亦不敢下手。
最後才知悉自己僅為被齊巴利用，其後在目睹覆面人的Aura Power及其發揮的科技曼荼羅後則找到自己的去路，並且在與伊婭露成功淨化齊巴所釋放的暗黑粒子及在覆面人消滅齊巴後，心懷悔意的伊可姆則踏上無盡的巡禮之路。
伊婭露公主
演：淺見美那（分飾）
伊可姆的雙胞胎妹妹。
過去則以「美緒（みお）」之化名擔任丘布的地上界間諜，而在一次於地上界探索時因一雙高跟鞋邂逅了武並與其相戀，另外她自身亦逐漸憧憬地上界的和平。
在被丘布知悉其愛上了地上人後則被之活擒，並被封禁於冰棺內沉睡以示懲罰。
後來被武以其Aura Power解困並甦醒；而在伊可姆知悉自己僅被利用後則與其一同淨化被齊巴釋放的暗黑粒子。而最後在目送踏上巡禮之路的伊可姆後則為復興地底帝國而不得不與武離別，臨別時則贈送其項鏈予武。
地帝司令 巴拉巴
演：志賀圭二郎
丘布的前線指揮官。
來自地底人種族－巴爾加族的勇者，從小則被其母親拉拉芭以作為戰士培育長大；另外他亦經常諷刺沒落的伊可姆家族為「低下的地底貴族」。
初期使用武器為一把以恐龍骨製作的基加羅劍；後來為能夠獲得地底帝國最強的劍－大地帝劍而單挑惡魔多古拉，而最後在其母親壯烈犧牲下成功擊敗惡魔多古拉並獲得大地帝劍。
後期因為接連的失敗遭到齊巴的嚴厲制裁，而在求得最後一絲生機後卻誤信基洛斯的讒言，以伊婭露之冰棺引誘武與其決鬥，最後在被理智的奧幽布唾棄後則與武／紅覆面單挑，然而結果還是敗於對方而戰死。
地帝忍 伏敏
演：久保田香織
侍奉「伊可姆家族」的伏族女忍者。
精通使用武器、忍術及變裝，並能從口中吐出手裏劍及火焰等，故亦與同樣身為忍者的遙／黃覆面為競爭對手。
對伊可姆忠心耿耿，但直至最後亦為救被齊巴欺騙的伊可姆而犧牲了自己性命。
地帝忍 奧幽布
演：岡本美登
巴拉巴的忍者部下。
布幽族出身，其強硬的赤紅肉體可抵擋雷射槍之攻擊，而其快腿亦為地底第一，能於水上快速奔跑或追上行駛中的汽車，同時亦擅長操縱火焰。
是個有原則並且頭腦冷靜理智的戰士，在勸阻誤信基洛斯讒言的巴拉巴不果並且意外被困在冰棺內，但隨後透過其自燃能力成功脫險後則走到巴拉巴旁諷刺他；而在得知其能夠從冰棺中脫險的基洛斯亦曾試圖以黃金賄賂他協助替被封禁於冰棺內的伊婭露脫險，但最後奧幽布仍是理智拒絕。
而最後在伊可姆得知自己被齊巴欺騙後，奧幽布卻選擇留在地帝城內並一同與其被爆炸灰飛煙滅。
地奇地奇獸 亞納古馬斯
聲：神山卓三
丘布的妖魔道師，亦為齊巴身旁的參謀。
擁有高深的智慧與知識，擅長不斷地分析敵人的戰略與情報。
以手上的妖球及門球用的槌子搭配著咒文與牠本身的妖魔力作為攻擊手段。
對齊巴忠心耿耿，而最後在聽從齊巴的命令將揭露齊巴真面目的水鏡破壞後則與覆面人決戰，然而在巨大化後仍被Galaxy Robo消滅。
盜賊騎士 基洛斯
演：渕野俊太
於第27集初登場。
在地底聲名狼藉的盜賊，對於自己看中的東西亦會不擇手段地取得。
曾在某處遇見伊婭露的身影後一見鍾情，卻在糾纏她時不慎墮入有著地底魔境之稱的風地獄，而在耗費兩年時間才藉一己之力逃脫風地獄後便處心積慮獲得伊婭露。
其武器為附有鎖鍊的鐮刀－基洛斯新月，而為了逃出風地獄亦成功鍛練必殺技「月牙螺旋」，藉著高速旋轉的鎖鍊產生之強大風壓進行攻擊，其威力甚至能破壞覆面人的Shot Bomber。
後來則與武展開搶奪被封禁於冰棺內伊婭露公主的對戰，而武則依靠對美緒的愛與Aura Power粉碎了冰棺，而其中一枚冰棺的碎片卻意外刺傷奇洛斯，而最後在目睹伊婭露對武的恩愛後，心存失意的基洛斯便斷氣身亡。
地帝獸
由兩種地底生物－寄生獸及地帝多古拉所合成的怪獸。
一方面兩者會冷藏在地底城堡下的冷凍庫內，直至出戰時皆會解凍；而另一方面則為自願參與戰鬥。另外寄生獸跟地帝多古拉亦能夠分離行動。
利撒爾多古拉
地帝王齊巴（利撒爾多古拉二世）的母親。
為300年前在地底最殘暴兇惡的地帝獸，為了成為地底世界的「王」而引發地底世界之動亂。
後來伊可姆家族付出了極大的犧牲才能擊敗牠，並將其埋葬於地下金字塔，然而尚未完全斷氣的利撒爾多古拉，在金字塔旁的魔池旁誕下齊巴，而預知自己死期的利撒爾多古拉則將其身體讓齊巴食用，也輾轉地將對伊可姆家族的怨念及憎恨讓齊巴吃掉。
安格拉兵
丘布的兵卒，以槍及棍為武器。
其主食為地底的菇類。
能源獸 奧凱拉巴
能夠將被打敗的地帝獸重生並巨大化的地底生物。

#### 其他
拉拉芭
演：曾我町子
巴拉巴的母親，於第30集登場。
自巴拉巴年幼時將其作為戰士培養；而在巴拉巴為了獲得大地帝劍而單挑惡魔多古拉時亦曾利用對母愛深厚的洸，而最後在自己壯烈犧牲下成功激勵巴拉巴擊敗惡魔多古拉並獲得大地帝劍。
伊可姆龍
伊可姆家族的守護神，於第31集初登場。
被伊可姆召喚現身，亦聽從伊可姆之命令與其並肩作戰。
後來在伊婭露脫險後，牠亦親自傳遞收錄了齊巴真面目之訊息的水鏡予伊婭露。
莉莎、西多
演：石原惠（莉莎）、石野健司（西多）
躲避丘布之地底人逃亡者的一對姐弟，於第43-45集登場。
因西多曾目擊及誤認為當時誤墮地底並戰鬥的洸為地帝劍士烏拿斯，其後誤信傳說的逃亡者們便以洸的畫像禱告時卻意外召喚地帝獸鎧甲多古拉，繼而讓洸被鎧甲多古拉之鎧甲附身；隨後西多跟莉莎兩人卻再次禱告時亦意外召喚地帝獸龜斯多古拉，讓武等人陷入苦戰。
而最後兩人在透過禱告配合武等人的Aura Power的共同力量配合下成功讓洸擺脫鎧甲的詛咒，其後便與覆面人道別。

## 覆面人的裝備

### 裝備／武器
共同裝備／武器
Masking Brace
作為覆面人的變身器及通訊器之手環。
Masky Suit
覆面人的強化服。
平時收納在Masking Brace內，內藏微型電腦裝置可根據變身者之Aura Power作動給予反應，並能提升各戰士的身體素質。
Laser Magnum
覆面人的萬能型武器。
可轉換為「槍械」及「劍」模式。
Shot Bomber
覆面人的初期必殺武器，為大型的能量火箭炮。
由紅覆面所背的能量背包提供之能量配合五人Aura Power發動，以發射大型光束將敵人擊敗。
然而後來卻因無法承受基洛斯的「月牙螺旋」與地帝獸貝姆多古拉的雙重攻擊，導致炮身超越臨界點而爆炸。
Jet Cannon
由光戰隊的秘密開發團隊配合覆面人的Aura Power成功研發的新必殺武器，於第29集初登場。
五人須經由冥想後產生的大量Aura Power作為動能，而在凝聚完成後便可發射強力的破壞光線消滅敵人。
個人裝備／武器
 Masky Blade
紅覆面的刀劍。
其劍刃可分為三段伸縮，具有能切斷所有金屬的能力。
 Masky Rod
黑覆面的棍型武器。
擁有三截及五截的變化，而其前端則掛著附繩的圓形砝碼可產生電磁氣。
 Masky Tonfa
藍覆面的雙拐。
 Masky Rotor
黃覆面的武器。
具有陀螺及溜溜球兩種特性，並能釋放可擾亂敵人的電流。
 Masky Ribbon
粉紅覆面的體操緞帶，並具釋放電流攻擊及催眠術的效果。
運輸工具
Spin Cruiser
由紅覆面駕駛的越野車型賽車，於第4集初登場。
原為覆面人作為參加F1大賽的未完成賽車，然而為解救被困在異次元空間隧道內的一對父子而只好將其改造為戰車。
配備武器為兩門火神炮Cruiser Vulcan，而行駛時最高時速可達每小時470公里。
Mask Loader
為除了紅覆面外其餘四人各配備的機車，於第2集初登場。
Shooter
為連接光戰隊基地、Turbo Ranger收納庫與各據點的交通工具。

### 大型機械
Turbo Ranger
跑車外型的大型飛行戰艦，於第2集初登場。
可搭載覆面人的各機組及Land Galaxy。
 Masky Fighter
由紅覆面駕駛的超級戰鬥機，配備武器為光束炮。
為Great Five的頭部與胸甲。
 Masky Drill
由黑覆面駕駛的巨型雙鑽頭戰車。
能以螺旋鑽頭潛往更深層的地底之中，甚至直達地底城；而配備武器為戰鬥雷射槍Great Gun，亦可於合體後予Great Five使用。
為Great Five的身軀。
 Masky Tank
由藍覆面駕駛的巨型裝甲戰車，而其配備武器為連續加農炮。
為Great Five的雙腿。
 Masky Jet
由黃覆面駕駛的戰鬥噴射機。
其配備武器為雷射光束；另外其飛翼部分在合體後可作為Great Five的盾牌Five Shield。
為Great Five的左手臂。
 Masky Gyro
由粉紅覆面駕駛的自轉旋翼機。
其配備武器為激光炮；另外其頂部的螺旋槳可併攏為滑翔機翼，甚至在合體後可作為Great Five的迴旋飛鏢Gyro Cutter。
為Great Five的右手臂。
Great Five
由姿長官親自設計，並由Masky Fighter、Masky Drill、Masky Tank、Masky Jet以及Masky Gyro共同合體的大型機械人，於第2集初登場。
其必殺武器為收納在Five Shield的鐳射劍光電子Laser，以必殺技「Final Aura Burst」將敵人消滅。另外如能將Aura Power充分發揮的話亦可使用「光子斬」等招式。
當駕駛員缺少一人時，其威力則會大幅降低，故亦曾因亞納古馬斯的陰謀而被丘布所俘虜，甚至被寄生獸附身並攻擊覆面人，幸好最後Galaxy Robo的及時出現並拯救危機。
Land Galaxy／Galaxy Robo
由姿長官的已故好友山形博士設計的搭載AI及能使用靈氣之大型機械，於第21集初登場。
能變形為大型拖車Land Galaxy與大型機械人Galaxy Robo兩種型態。
過往山形博士以Galaxy Robo競爭作為光戰隊的大型機械人，卻輸給姿長官設計的Great Five，但山形博士仍不願放棄Galaxy Robo。然而於某次完成最終調整時卻因一陣雷擊引發了AI故障而發生暴走事故，山形博士也因此喪命，而Galaxy Robo亦同樣失蹤。
而在Great Five被丘布俘虜時，姿長官才想起Galaxy Robo的存在，並且在覆面人於一次使用Aura Power時卻突然現身。其後經覆面人們發動Aura Power冥想的情況下成功引導Galaxy Robo發揮其潛藏的力量，而最後在獲得山形博士的女兒之同意後，Galaxy Robo便正式加入光戰隊為打倒丘布而戰。
Land Galaxy型態的配備武器為從其後部貨櫃發射的4門導彈Land Missile；而Galaxy Robo型態則配備在Land Galaxy型態亦能使用的雙槍口光束槍Land Beam及雙槍口光束火神炮Land Vulcan，兩者更可組合為Galaxy Bazooka；另外還配備以鎖鏈連結鋸錨型武器Galaxy Anchor以及其胸前的Double Vulcan等。
其必殺技為「鐵拳Aura Galaxy」，在變形為Land Galaxy後便在靈氣道路上狂奔，最後再變形為Galaxy Robo將滿滿的Aura Power灌注於手刃上對敵人劈擊。

## 設定
Aura Power
一種潛藏於人體的神秘力量。
由姿長官所發現，而他亦訓練覆面人激發其體內的Aura Power。
光戰隊基地
覆面人的基地，位於新宿副都心的一處高樓內。
科技曼荼羅
為光戰隊特有，以結合科技與Aura Power的曼荼羅。
地帝城
丘布的據點。
後來被齊巴送到地上界引爆以散佈可遮蓋陽光的暗黑粒子。
安格拉蒙戰機
丘布的戰鬥機。
其武器為光束砲；另外大量複數戰機亦可連結為巨蛇型態安格拉蒙蛇。

## 製作團隊
製作人員：
- 原作：八手三郎
- 製作人：
  - 朝日電視台：加藤守啓、宇都宮恭三
  - 東映：鈴木武幸

- 劇本：曾田博久、藤井邦夫、井上敏樹
- 導演：長石多可男、東條昭平、山田稔
- 動作導演：山岡淳二、竹田道弘
- 配樂：淡海悟郎
- 特攝導演：矢島信男
- 製作：朝日電視台、東映、東映Agency

皮套演員：
-  紅覆面：新堀和男
-  黑覆面：的場耕二
-  藍覆面：喜多川務
-  黃覆面：赤田昌人
-  粉紅覆面：蜂須賀祐一

## 播放列表
以下時間以當地時間（日本時間）為準：
| 日本首播日期 | 集數 | 標題 （日語）（漢譯）  | 登場地帝獸                                                 | 編劇     | 導演       |
| ------------ | ---- | ---------------------- | ---------------------------------------------------------- | -------- | ---------- |
| 1987/02/28   | 1    | 美麗的神秘逃亡者       | - 伊格厄多古拉                                             | 曾田博久 | 長石多可男 |
| 1987/03/07   | 2    | 詭異！黑暗的地底城     | - 伊格厄多古拉                                             | 曾田博久 | 長石多可男 |
| 1987/03/14   | 3    | 邁向未知的第一步！     | -                                                          | 曾田博久 | 長石多可男 |
| 1987/03/21   | 4    | 燃燒！F1之魂           | - 卡畢拉多古拉（聲：山口健）                               | 曾田博久 | 東條昭平   |
| 1987/03/28   | 5    | 小劍士Blue             | - 顱骨多古拉（聲：河合義雄）                               | 曾田博久 | 東條昭平   |
| 1987/04/04   | 6    | 夢中的神之手           | - 鑽頭多古拉                                               | 曾田博久 | 長石多可男 |
| 1987/04/11   | 7    | 爆發！健太的愛情       | - 人偶多古拉                                               | 藤井邦夫 | 長石多可男 |
| 1987/04/18   | 8    | 閃耀！花之劍！         | - 軍刀多古拉                                               | 井上敏樹 | 東條昭平   |
| 1987/04/25   | 9    | 合體！生命之靈氣       | - 磁力多古拉                                               | 藤井邦夫 | 東條昭平   |
| 1987/05/02   | 10   | 伊可姆VS武             | - 巴基路多古拉                                             | 曾田博久 | 長石多可男 |
| 1987/05/09   | 11   | 來自地底的流亡者       | - 佐拉多古拉                                               | 藤井邦夫 | 長石多可男 |
| 1987/05/16   | 12   | 挑戰！忍者的榮耀       | - 忍者多古拉                                               | 曾田博久 | 東條昭平   |
| 1987/05/23   | 13   | 追擊偶像！             | - 蓋拉蓋多古拉                                             | 井上敏樹 | 東條昭平   |
| 1987/05/30   | 14   | 朝向天空的大逃亡！     | - 紅眼多古拉                                               | 曾田博久 | 長石多可男 |
| 1987/06/06   | 15   | 再見了吾愛之花         | - 格爾格多古拉                                             | 藤井邦夫 | 長石多可男 |
| 1987/06/13   | 16   | 必殺！火焰之巴拉巴     | - 加瑪羅多古拉                                             | 井上敏樹 | 東條昭平   |
| 1987/06/20   | 17   | 衝破！地獄迷宮         | - 吉巴多古拉                                               | 藤井邦夫 | 東條昭平   |
| 1987/06/27   | 18   | 愛的吸血人偶！         | - 加爾波多古拉                                             | 藤井邦夫 | 東條昭平   |
| 1987/07/04   | 19   | 妖魔！亞納古馬斯       | - 伊迦拉多古拉                                             | 曾田博久 | 東條昭平   |
| 1987/07/11   | 20   | 圈套！下沉的大型機器人 | - 骸骨多古拉                                               | 曾田博久 | 長石多可男 |
| 1987/07/18   | 21   | 霧之谷的黑影           | - 鬼面多古拉                                               | 曾田博久 | 長石多可男 |
| 1987/07/25   | 22   | 風雲靈氣的暴風雨！     | - 鬼面多古拉                                               | 曾田博久 | 長石多可男 |
| 1987/08/01   | 23   | 成為惡魔的美緒         | - 魔神多古拉（聲：丸山詠二）                               | 曾田博久 | 東條昭平   |
| 1987/08/08   | 24   | 鐘乳洞的小怪獸         | - 龍多古拉                                                 | 曾田博久 | 長石多可男 |
| 1987/08/15   | 25   | 洸的愛人！？           | - 變形多古拉                                               | 曾田博久 | 東條昭平   |
| 1987/08/22   | 26   | 熱沙中消失的生命！     | - 吉魯加多古拉                                             | 藤井邦夫 | 長石多可男 |
| 1987/08/29   | 27   | 盜賊騎士基洛斯！       | - 貝姆多古拉                                               | 曾田博久 | 長石多可男 |
| 1987/09/05   | 28   | 美緒是伊婭露公主！？   | - 岩石多古拉                                               | 曾田博久 | 東條昭平   |
| 1987/09/12   | 29   | 友情的新必殺武器       | - 德斯加多古拉                                             | 曾田博久 | 東條昭平   |
| 1987/09/19   | 30   | 媽媽！巴拉巴的吶喊！   | - 惡魔多古拉                                               | 曾田博久 | 長石多可男 |
| 1987/09/26   | 31   | 出現！守護神伊可姆龍   | - 拉貢多古拉                                               | 曾田博久 | 長石多可男 |
| 1987/10/03   | 32   | 奧幽布必殺跑法         | - 透鏡多古拉                                               | 曾田博久 | 東條昭平   |
| 1987/10/10   | 33   | 武啊！斬斷愛情！       | - 戈拉多古拉 - 基基拉多古拉                                | 藤井邦夫 | 東條昭平   |
| 1987/10/17   | 34   | 愛與殺意的藍調         | - 古隆多古拉（聲：中田讓治／演（人類樣貌型態）：石渡康浩） | 井上敏樹 | 長石多可男 |
| 1987/10/24   | 35   | 齊巴之謎！禁忌之墓     | - 埴輪多古拉                                               | 曾田博久 | 長石多可男 |
| 1987/10/31   | 36   | 消滅！雙胞胎破壞少女   | - 雙面多古拉                                               | 曾田博久 | 東條昭平   |
| 1987/11/07   | 37   | 賭上夢想的戰士們       | - 梅茲梅多古拉                                             | 藤井邦夫 | 東條昭平   |
| 1987/11/14   | 38   | 武被消去的時間         | - 時間多古拉                                               | 曾田博久 | 山田稔     |
| 1987/11/21   | 39   | 復活！神秘的X1 Mask    | - 岩漿多古拉                                               | 井上敏樹 | 山田稔     |
| 1987/11/28   | 40   | 甦醒吧！愛的旋律       | - 巴魯多多古拉                                             | 藤井邦夫 | 長石多可男 |
| 1987/12/05   | 41   | 女強盜遙&桃子          | - 針刺多古拉                                               | 曾田博久 | 長石多可男 |
| 1987/12/12   | 42   | 飛翔吧！膽小少年之詩   | - 奇諾加多古拉                                             | 井上敏樹 | 長石多可男 |
| 1987/12/19   | 43   | 洸失明！神秘咒語       | - 基傑多古拉                                               | 曾田博久 | 東條昭平   |
| 1987/12/26   | 44   | 變身！地帝劍士洸       | - 鎧甲多古拉                                               | 曾田博久 | 東條昭平   |
| 1988/01/09   | 45   | 伊可姆王子！你是女人！ | - 龜斯多古拉                                               | 曾田博久 | 山田稔     |
| 1988/01/16   | 46   | 逆襲！魔池的秘密       | - 戈代多古拉（聲：桑原毅）                                 | 曾田博久 | 山田稔     |
| 1988/01/23   | 47   | 出擊前夜！死亡之舞！   | - 迴旋多古拉                                               | 曾田博久 | 長石多可男 |
| 1988/01/30   | 48   | 巴拉巴！背叛中死去     | - 巴路加多古拉                                             | 曾田博久 | 長石多可男 |
| 1988/02/06   | 49   | 甦醒的伊婭露公主       | - 地獄多古拉                                               | 曾田博久 | 東條昭平   |
| 1988/02/13   | 50   | 齊巴！戰慄的真面目     | - 利撒爾多古拉二世 （聲：加藤精三）                        | 曾田博久 | 東條昭平   |
| 1988/02/20   | 51   | 地帝城大崩毀！         | - 利撒爾多古拉二世 （聲：加藤精三）                        | 曾田博久 | 東條昭平   |

## 音樂
片頭曲：
作詞：賣野雅勇
作曲：井上大輔
編曲：藤田大土
演唱：影山浩宣
片尾曲：
作詞：賣野雅勇
作曲：井上大輔
編曲：藤田大土
演唱：影山浩宣
原創插曲：

作詞：冬杜花代子
作曲、編曲：田中公平
演唱：影山浩宣、SHINES

作詞：園部和範
作曲、編曲：淡海悟郎
演唱：The Anglers

作詞：園部和範
作曲、編曲：藤田大土
演唱：Miracle Bombers

作詞：八手三郎
作曲、編曲：田中公平
演唱：影山浩宣

作詞：冬杜花代子
作曲：池毅
編曲：田中公平
演唱：三浦克也

作詞：冬杜花代子
作曲、編曲：淡海悟郎
演唱：山野智子

作詞：長石多可男
作曲：池毅
編曲：藤田大土
演唱：影山浩宣、蟋蟀'73、SHINES

作詞：八手三郎
編曲：淡海悟郎
作曲、演唱：影山浩宣

作詞：園部和範
作曲：池毅
編曲：藤田大土
演唱：影山浩宣、蟋蟀'73、SHINES
非原創插曲：

作詞：安藤秀樹
作曲：大澤譽志幸
編曲：大村雅朗
演唱：吉川晃司

作詞：竹花市子
作曲：佐藤健
編曲：入江純
演唱：佐藤惠美
《TUSK OF JAGUAR》
演奏：高崎晃

## 劇場版
《光戰隊覆面人》
與此作同名的劇場版電影，於1987年7月18日首映。
製作人員：
- 導演：長石多可男
- 動作導演：竹田道弘
- 劇本：曾田博久

## 瑣事
此作曾遭奧姆真理教作為宣傳教義之用，例如有些信徒挪用主題曲作為真理教教會歌，特別是劇中姿長官的「空中漂浮」畫面，更常讓人聯想到其教主麻原彰晃1985年於《Mu》雜誌上發表的所謂「發功浮空照」。

## 海外播放

### 香港
此作曾於1989年至1990年期間由無綫電視翡翠台以《超能戰士》為譯名播出。

### 台灣
此作曾於1997年由首華卡通頻道以《光戰隊蒙面戰士》為譯名播出。